# NGC 3030
NGC 3030 este o galaxie lenticulară situată în constelația Hidra. A fost descoperită în 1886 de către Francis Leavenworth.